# Antemurale Christianitatis

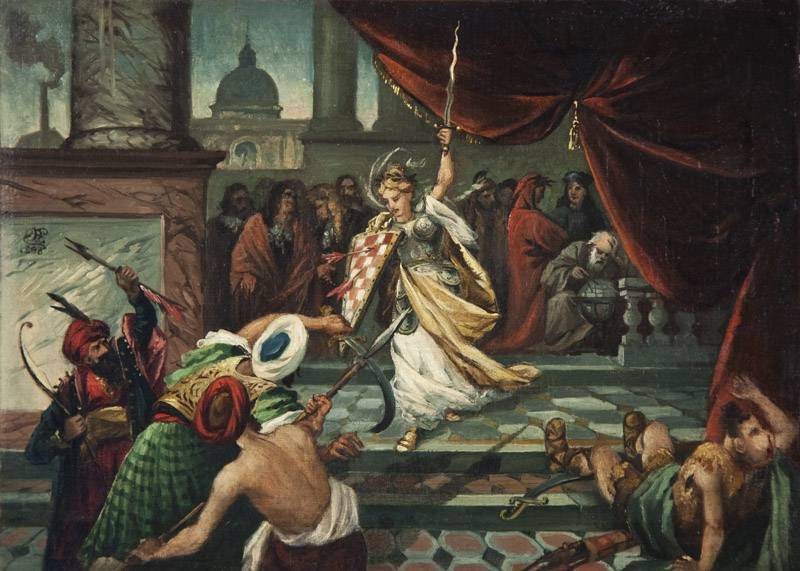
Ferdinand Quiquerez: Antemurale Christianitatis (chorvatsky Predziđe kršćanstva)

Antemurale Christianitatis (latinsky Bašta křesťanství) byl termín sloužící pro označení zemí bránících hranice křesťanské Evropy před výpady Osmanské říše.

## Historie

### Chorvatské království
Poprvé byl tento termín použit 10. dubna 1494 v dopise Maxmiliána I. Habsburského adresovaném papeži Alexandru VI., ve kterém hledá pomoc proti Osmanům a Chorvatsko označuje jako věž a baštu křesťanství.
Termín také použil papež Lev X. v dopise bánovi Petru Berislavićovi, pro označení Chorvatska, a to roku 1519, v době, kdy chorvatští vojáci přispěli velkou měrou v bojích s Turky. Postup Osmanské říše do Evropy byl zastaven na chorvatské půdě, díky čemuž je Chorvatsko v tomto smyslu považováno za historickou bránu evropské civilizace.

### Polské království
Pro svůj staletý postoj proti muslimské expanzi získala toto označení také Polsko-litevská unie. Wespazjan Kochowski ve svém díle Psalmodia Polska (1695) píše o zvláštní úloze Polska ve světě (Antemurale Christianitatis - záštita křesťanství).